# Actinostemon unciformis
Actinostemon unciformis là một loài thực vật có hoa trong họ Đại kích. Loài này được Jabl. mô tả khoa học đầu tiên năm 1969.